# Кароль Лукареллі
Кароль Лукареллі (фр. Carole Lucarelli; нар. 26 листопада 1972) — колишня французька тенісистка.
Найвищу одиночну позицію світового рейтингу — 175 місце досягла 22 листопада 1993 року.
Здобула 3 одиночні титули.

## Фінали ITF
| Легенда         |
| --------------- |
| турніри $25,000 |
| турніри $10,000 |

### Одиночний розряд: 5 (3–2)
| Результат | Ранг | Дата              | Турнір                       | Покриття | Суперниця            | Рахунок  |
| --------- | ---- | ----------------- | ---------------------------- | -------- | -------------------- | -------- |
| Перемога  | 1.   | 1 березня 1992    | Яффа, Ізраїль                | Ґрунт    | Бушевиця Оксана      | 6–0, 7–5 |
| Перемога  | 2.   | 26 квітня 1992    | Ноттінгем, Велика Британія   | Тверде   | Яніне Гамфріс        | 6–3, 6–1 |
| Поразка   | 1.   | 9 серпня 1992     | Колледж-Парк (Меріленд), США | Тверде   | Джейн Тейлор         | 5–7, 3–6 |
| Перемога  | 3.   | 23 серпня 1992    | Куернавака, Мексика          | Тверде   | Лусіла Бесерра       | 6–3, 7–5 |
| Поразка   | 2.   | 29 листопада 1992 | Рамат-га-Шарон, Ізраїль      | Тверде   | Катаріна Студенікова | 4–6, 2–6 |